# BLRT Grupp
BLRT-gruppen (estniska: 'Balti Laeva Remondi Tehas) är ett privat estniskt varvsföretag, som har sina rötter i det 1912 grundade "Rysk-baltiska skeppsvarvet" i Tallinn.
Förutom det ursprungliga varvet i Tallinn i Estland har BLRT varv i Litauen, Finland och Norge: Vakarų laivų gamykla (Western Shipyard) och Baltijos laivų statyka (Baltija Shipbuilding Yard) i Klaipeda, Åbo Reparationsvarv respektive BLRT Fiskerstrand.

## Historik
Det ursprungliga Rysk-baltiska skeppsvarvet grundades för att bygga fartyg för den Kejserliga ryska flottan längst ut på Koplihalvön i Tallinn. Den första ordern avsåg sex minsvepare. Kölen lades på det första fartyget i serien i november 1913. Efter första världskriget och den efterföljande självständigheten upphörde orderingången och företaget likviderades.
Efter andra världskriget drevs på varvsområdet 1947–1951 reparationsvarvet "Fabrik nr. 890", som var specialiserat på reparation av krigsfartyg. Det döptes 1960 om till "Postkast 1083" och började också tillverka konsumentvaror. År 1967 namnändrades företaget till "Ship Repair Factory" (ryska: Балтийский Судоремонтный Завод), som också reparerade fisketrålare. År1989 reparerades det första fartyget för ett utländskt rederi: det finska torrbulkfartyget Trade Wind. 
År 1995 bildades aktiebolaget Balic Ship Repair Factory. År 2008 förvärvades reparationsvarvet Vakaru Laivu Remontas (Western Shiprepair Yard) och ändrades namnet till BLRT Grop. Företaget köpte 2007 Åbo Reparationsvarv och 2020 köptes Klaipedavarvet Baltija Shipbuilding Yard av danska Odense Staalskibsværft.
BLRT:s huvudsakliga industriella verksamhet är fartygsreparationer med tre varv i tre länder:
- Tallinn Shipyard OÜ, i Kopli i Tallinn i Estland
- Vakaru Laivu Remontas (Western Shiprepair Yard) i Litauen
- Åbo Reparationsvarv i Åbo i Finland

Dessutom har BLRT tillsammans med Fiskerstrand Verft samriskföretaget Fiskerstrand BLRT AS i Norge.